# Fowley Common
Fowley Common är en by i civil parish Culcheth and Glazebury, i kommunen Borough of Warrington, i grevskapet Cheshire, i England. Byn är belägen 9 km från Lymm. Byn hade 780 invånare år 2021.